# Ricardo Guízar Díaz
Ricardo Guízar Díaz (Ciudad de México, 26 de febrero de 1933 - 4 de diciembre de 2015) fue un religioso católico, Arzobispo emérito en la Arquidiócesis de Tlalnepantla. Era descendiente directo de san Rafael Guízar y Valencia.

## Primeros años
Nació en México D.F. el 26 de febrero de 1933. Sus padres fueron Antonio Guizar Barragán (+18-05-1991) y Elena Díaz de Guizar (+14-01-1999). Sus hermanos: Eduardo, Beatriz, Arturo y Elena (siendo él, el primero).
Realizó sus estudios de primaria y 1º de Secundaria en el Colegio Simón Bolívar, en Mixcoac, México D.F..
Ingresó al Seminario Mayor de Puebla al curso previo, en S. Pablo Apetatitlán, Tlax, el 2 de marzo de 1946 a 1º de Humanidades, en San Pablo Apetatitlán, Tlax. a los siguientes en la ciudad de Puebla, Puebla.
Fue enviado a Roma al Colegio Pío Latinoamericano para completar los estudios preparatorios en el instituto "Angelo Secchi" y después estudiar Filosofía, Teología y Espiritualidad en la Pontificia Universidad Gregoriana. Obtuvo la licenciatura en Filosofía y Teología (8 de septiembre de 1950-junio de 1960).

## Ordenación
Su ordenación sacerdotal se realizó en la capilla del Colegio Pío Latinoamericano de Roma, por S.E. Mons. Antonio Samoré, el 26 de octubre de 1958 y regresa a México a la Arquidiócesis de Puebla, en septiembre de 1960.

## Ministerios desarrollados
- Capellán de las religiosas de la Cruz (1960-1970)
- Secretario particular del Excmo.Sr. Arzobispo de Puebla D. Octaviano Márquez (1960-1963)
- Profesor en el Seminario Mayor de Puebla (1960-1970). Filosofía, Teología Espiritual, Espiritualidad Sacerdotal, Textos Conciliares, Arte Sacro y Francés.
- 1.er Director espiritual del Seminario Mayor de Puebla (1963-1970).
- Secretario de la Comisión Diocesana promotora de la Causa de la Beatificación de Mons. Ramón Ibarra González. (1963).
- Viceasistente y posteriormente asistente del grupo interparroquial de Acción Católica "Epigmenio M. Sánchez" (1964;1966-1970).
- Vicepresitente (encargado en la sección de Arte Sacro) y después Presidente de la Comisión Diocesana de Liturgia, Música y Arte Sacro, (1964;1970-1978).
- Suplente y después responsable de dirigir el retiro del clero en la ciudad de Puebla (1968;1969-1978).
- Confesor de las religiosas Jerónimas (1968-1970).
- Vocal, vicepresidente y después asistente del secretario diocesano de Cursillos de Cristiandad. (1960;1962;1970-1978).
- Canónigo penitenciario de la Catedral de Puebla 24 de julio (1968-1970).
- Obispo auxiliar de la Arquidiócesis de Puebla (24/08/1970).
- Vicario episcopal (1970-1974).
- Vicario general (1974-1978).
- Asistente del Consejo Diocesano del Apostolado Seglar (1970-1978).
- Vicario episcopal de Laicos (1971-1978).
- Director de la Escuela Diocesana de Teología para los Laicos (1974-1978).
- Presidente de la Comisión Diocesana para la promoción espiritual y doctrinal del Clero (1973-1978).
- Vocal de la Comisión Episcopal de Seminarios y Vocaciones (1971-1985).
- Obispo auxiliar y vicario general de la Diócesis de Aguascalientes (1 de febrero de 1978-3 de noviembre de 1984).
- Vocal del Departamento de Religiosos del CELAM (1979-1982).
- Suplente y después representante de la Región de Occidente en el Consejo Permanente de la CEM (1980-1983-1986).
- 1.er Obispo de la Diócesis de Atlacomulco (27 de diciembre de 1984-14 de agosto de 1996).
- Presidente de la Comisión Episcopal de Seminarios y Vocaciones (1985-1991).
- Delegado de la Conferencia Episcopal Mexicana al Sínodo de los Obispos en Roma, sobre la formación sacerdotal, octubre de 1990.
- Delegado episcopal de la CEM para las residencias de sacerdotes y seminaristas de la Universidad Pontificia de México y miembro del Consejo Superior de la misma (1994-1997).
- 2.º Arzobispo de la Arquidiócesis de Tlalnepantla, desde el 12 de septiembre de 1996.
- Presidente de la Comisión Episcopal de Misiones (1998-2003).
- Administrador Apostólico de Cuautitlán (27 de junio al 23 de noviembre de 2005).
- Responsable de la Comisión Episcopal para el diálogo interreligioso y Comunión, de la Dimensión del Diálogo con las confesiones cristianas, trienio (2006-2009).
- Desde el 30 de marzo de 2009 Arzobispo emérito de la Arquidiócesis de Tlalnepantla